# 4،4'-ثنائي بيريدين
4,4'-ثنائي بيريدين هو مركب عضوي له الصيغة C10H8N2، ويوجد على شكل بلورات ذات لون أبيض إلى أصفر شاحب.
يعد المركب أحد المتصاوغات الهندسية الممكنة لعائلة مركبات ثنائي البيريدين.

## التحضير
يمكن أن يحضر مركب 4,4'-ثنائي بيريدين من تفاعل البيريدين مع ثنائي إيزوبروبيل أميد الليثيوم وسداسي ميثيل فوسفوراميد.

## الخواص
يوجد المركب في الشروط القياسية على شكل بلورات صلبة ذات لون أبيض إلى أصفر شاحب، وهي ذات انحلالية ضعيفة في الماء.
يمكن للمركب أن يشكل عدداً من المعقدات التناسقية مع الفلزات الانتقالية؛ كما أن للمركب المقدرة على تشكيل بوليمرات تناسقية كذلك.

## الاستخدامات
يستخدم المركب قي تحضير المبيد العشبي باراكوات.

بنية باراكوات